# Ramusella ananthakrishni
Ramusella ananthakrishni är en kvalsterart som först beskrevs av Pranabes Sanyal och Bhaduri 1989.  Ramusella ananthakrishni ingår i släktet Ramusella och familjen Oppiidae. Inga underarter finns listade i Catalogue of Life.